# Criza politică din România din 2012
Criza politică din 2012 a fost o criză politică și instituțională în România între președinția și guvernul acestei țări.

## Fundal
Pe 27 aprilie, guvernul Ungureanu, susținut de o coaliție în frunte cu Partidul Democrat Liberal, de centru-dreapta, a fost demis prim moțiune de cenzură, adoptată de către Parlamentul României, după ce numeroși parlamentari ai coaliției au migrat către partidele socialiste din opoziție. Victor Ponta, liderul Partidului Social Democrat și co-președintele alianței USL de orientare socialistă, a fost desemnat prim-ministru de către președintele Traian Băsescu. La 7 mai, noul premier și cabinetul său au fost învestiți în funcție, prin votul noii majorități parlamentare.
Băsescu și Ponta au devenit blocați într-un conflict juridic constituțional pe baza reprezentării României la reuniunea Consiliului European din 28 iunie, fiecare revendicând pentru postul său dreptul de a reprezenta țara la Consiliu. Parlamentul a adoptat în plen la 12 iunie, cu 249 de voturi pentru, 30 împotrivă și două abțineri, o declarație politică prin care recomandă, ca la reuniunea Consiliului European de la 28 iunie, România să fie reprezentată de premierul Victor Ponta, nu de către președintele Traian Băsescu. Rezoluția a fost contestată la Curtea Constituțională a României (CCR), și a declanșat un conflict de durată între cele două instituții. În urmă cu o săptămână, Băsescu i-a trimis lui Ponta o scrisoare prin care i-a atras atenția că participarea la Consiliul European, fără un mandat prezidențial echivalează cu asumarea prerogativelor șefului statului. La 27 iunie, Curtea Constituțională a admis contestația și a arătat că în conformitate cu Constituția, președintele este cel mandatat să reprezinte țara pe plan internațional, inclusiv la conferințe de genul Consiliului European de la Bruxelles. Ponta transferase însă, prin ordonanță de urgență, controlul asupra Monitorului Oficial, de la Parlament la Guvern.

## Începutul crizei
Compania Hidroelectrica, o companie de energie aparținând statului, a intrat în insolvență, pe fondul secetei prelungite care a redus productivitatea hidrocentralelor din subordinea sa și pe fondul unor contracte neprofitabile cu niște intermediari, denumiți în discursul public de președintele Băsescu „băieți deștepți”, care au semnat contracte cu toate guvernele pentru a cumpăra energie ieftină de la companie.
În timp ce se afla la Bruxelles, premierul a devenit implicat într-un scandal de plagiat: publicații din țară, urmate de revista Nature, au arătat că Ponta a copiat o mare parte din teza sa de doctorat din 2003.
Tot la sfârșitul lunii iunie, s-a pronunțat sentința în procesul de corupție al lui Adrian Năstase, fost prim-ministru din partea PSD și mentor al lui Ponta. Năstase a fost condamnat la doi ani de închisoare și a încercat să se sinucidă. Ponta s-a declarat fățiș dezamăgit de vertict, iar Năstase a acuzat existența unor presiuni politice asupra judecătorilor. Procesul lui Năstase este finalizarea uneia dintre mai multe anchete de corupție care vizau membri ai tuturor partidelor politice, anchete permise prin creșterea independenței justiției, obiectiv asumat de președintele Băsescu pentru a atinge standardele Uniunii Europene în ce privește justiția într-un stat de drept, capitol la care țara se afla sub monitorizarea strictă a Uniunii Europene încă de la aderare în 2007.

## Suspendarea președintelui și referendumul pentru demitere
La începutul lui iulie, USL a declanșat procedurile de suspendare și demitere a președintelui. În acest scop a demis președinții celor două camere ale Parlamentului și a înlocuit avocatul poporului cu o persoană implicată politic de partea sa, pentru a se asigura că ordonanțele de urgență ale Guvernului prin care se modifică legea organică a referendumului. Modificarea unor legi organice nu se poate face în România prin ordonanțe ale Guvernului, dar cum doar avocatul poporului putea contesta constituționalitatea acestor ordonanțe, Guvernul le-a publicat în regim de urgență la Monitorul Oficial. Conform ordonanței, referendumul de demitere a președintelui urma să fie validat indiferent de numărul de alegători prezenți la vot.
Președintele a fost acuzat, în replică la disputa pe tema reprezentării internaționale, de asumare a prerogativelor guvernului, cu privire la faptul că președintele a anunțat unele măsuri de austeriate luate de un guvern anterior, cu scopul reducerii cheltuielilor bugetare. El a mai fost acuzat, în replică la condamnarea lui Adrian Năstase, de interferență cu justiția și încălcarea separației puterilor în stat.
Uniunea Europeană, organism la care România era membră, a reacționat însă ferm, atât prin liderii țărilor membre, cât și prin Comisia Europeană. Aceasta din urmă a arătat că acțiunile Guvernului de schimbare a avocatului poporului cu o persoană din interiorul alianței de la guvernare, de modificare prin ordonanță de urgență a legii referendumului și restrângerea prin același procedeu a atribuțiilor Curții Constituționale afectează grav statul de drept. În raportul de monitorizare pe justiție, s-au acuzat aceste fapte, precum și presiunile asupra Curții Constituționale, și s-au cerut Guvernului acțiuni de urgență. Guvernul a trebuit să renunțe la modificarea prin ordonanță de urgență a legii referendumului.
Referendum pentru demiterea președintelui României a avut loc la 29 iulie 2012, și nu a fost validat din cauza prezenței la vot mai mici de 50%.

## După referendum
După referendum, criza politică a cunoscut o perioadă de ameliorare, dar a continuat să se  desfășoare. Proteste împotriva revenirii lui Băsescu la Cotroceni au îzbucnit violent în Piața Universității.
În plus, s-a văzut o ceartă în rândul coaliției de guvernare, USL. Anumiți membri din PSD au început să-l critice pe Crin Antonescu și pe liberalii din guvern. La rândul lor, și membrii PNL au răspuns criticilor social-democraților.

## Reacții internaționale

### Consiliul Europei
Secretarul general al Consiliului Europei, Thorbjørn Jagland, s-a declarat îngrijorat de recentele evoluții din România, în special de cele legate de suspendarea președintelui și a cerut Comisiei de la Veneția să analizeze dacă aceste acțiuni sunt compatibile cu statul de drept și cu democrația. De asemenea, Thorbjørn Jagland, a cerut o ancheta a situatiei.

### Germania
Angela Merkel, cancelarul federal al Germaniei, „consideră inacceptabil dacă într-o țară a UE se încalcă principii de bază ale statului de drept. UE este construită pe valori comune: toate guvernele trebuie să facă bine să le respecte; aceasta e valabil și pentru [guvernul] român”; „Descrierile președintelui Băsescu confirma temerile guvernului federal”.
Ministrul german de externe, Guido Westerwelle, a declarat: „Avem nevoie de mecanisme noi pentru a putea reacționa mai repede în comun în cazul în care o țară parteneră din UE ignoră grosolan litera legii sau spiritul comunității europene de valori”.
În Germania „guvernul federal are îndoieli importante cu privire la legitimitatea măsurilor adoptate de Guvernul Ponta”, a spus Steffen Seibert, purtătorul de cuvânt al guvernului german, care „a atras atenția că evoluțiile din România nu vor fi trecute cu vederea în analiza problemei aderării (...) țarii la spațiul Schengen și în cadrul Mecanismului de Cooperare și Verificare.”
Mario Kreuter de la Institutul pentru Studii Est și Sud-Est Europene de la Regensburg a declarat pentru Radio Deutsche Welle: „Băsescu este orice altceva, dar nu un bun democrat. El este cel puțin la fel de corupt ca cei cu care afirmă că se luptă. Însă, suspendarea lui Băsescu reprezintă o altă amenințare la adresa statului de drept în România. Chiar nu îmi pare rău pentru persoană - dar felul în care se face acest lucru este cu adevărat îngrijorător”.
La 9 iulie 2012 cotidianul german de mare tiraj FAZ a publicat articolul So sprechen Putschisten (Așa vorbesc numai puciștii) despre aceste evenimente .

### SUA
Departamentul de Stat american și-a manifestat îngrijorarea față de evenimentele recente din România, precizând că acestea „amenință echilibrul democratic al puterilor în stat și slăbesc instituțiile independente precum justiția”.

### Franța
Agenția France-Presse a scris „criza politică de la București generează temeri că democrația din România ar fi expusă amenințărilor”.

### Olanda
Prin purtătorul său de cuvânt, secretariatul de stat pentru Afaceri Externe al Olandei a transmis că „este important ca România să țină cont de Constituția sa și de legile în vigoare”.

### Luxemburg
Într-un interviu acordat Spiegel Online, ministrul luxemburghez de externe, socialistul Jean Asselborn, a declarat că în România au loc „încălcări grave ale principiilor de drept european care sunt inacceptabile”..

## Impact
Criza politică a avut un impact major asupra monedei naționale. Leul a cunoscut o devalorizare continuă în fața euro, a dolarului american și francului elvețian. Un euro a ajuns la 4.64 RON, 1 USD la 3.79 RON, iar 1 CHF la 3.81 RON.
Anumiți oficiali ai statelor membre ale UE au anunțat că din cauza crizei politice, România riscă să intre în spațiul Schengen mai târziu decât a fusese negociat in cadrul Consiliului.. Mai mulți politicieni ai PPE sau PD-L au atacat situația politică din România, cei mai vizibili fiind Monica Macovei și Joseph Daul, prima a solicitat chiar suspendarea drepturilor de vot din Consiliul European ale României iar președintele PPE a atacat situația politică din țară și a amenințat cu blocarea fondurilor. Reprezentanții USL au acuzat-o pe Monica Macovei de faptul că a denigrat România fără temei, aratând că Curtea Constituțională a României a validat toate deciziile Parlamentului.